# Veržinija Veselinova
Veržinija Ivanova Veselinova-Ignatova (bolgarsko Вержиния Иванова Веселинова-Игнатова), bolgarska atletinja, * 18. november 1957, Asenovgrad, Bolgarija.
Nastopila je na poletnih olimpijskih igrah leta 1980 in osvojila peto mesto v suvanju krogle. Na evropskih prvenstvih je prav tako osvojila peto mesto leta 1982, na evropskih dvoranskih prvenstvih pa naslov prvakinje istega leta. Petkrat je osvojila naslov državne prvakinje v suvanju krogle.